# Consejo Nacional de Estudiantes de Derecho
El Consejo Nacional de Estudiantes de Derecho (CONEDE) es la organización sectorial que representa a estudiantes de Derecho, a nivel nacional en España. Está integrada por los máximos representantes de estudiantes de las Facultades de Derecho españolas. 
El CONEDE es la segunda asociación sectorial que más estudiantes universitarios representa, con más de 120.000, detrás de la Asociación Española de Alumnos de Ciencias Económicas y Empresariales (AEALCEE). Mantiene relaciones institucionales con los Ministerios de Justicia y Educación, además del Consejo de la Abogacía Española, el Consejo General del Poder Judicial, el Consejo General de Procuradores de España y la Conferencia de Decanos de Derecho, entre otros.
A los Congresos y reuniones asisten las delegaciones que representan a estudiantes de los títulos oficiales (Licenciatura, Grado y Postgrado) de Derecho impartidos en Universidades españolas, conforme a lo establecido en el RD 1393/2007, de 9 de octubre, por el que se establece la ordenación de las enseñanzas universitarias oficiales.

## Historia
El CONEDE se creó en junio de 2009. En noviembre de ese mismo año se celebró el I Congreso Nacional de Estudiantes de Derecho en la Universidad Carlos III de Madrid. En marzo de 2012 tuvo lugar el II Congreso Nacional de Estudiantes de Derecho que se albergó nuevamente en la Universidad Carlos III de Madrid. En el ámbito de la representación estudiantil, se elaboró también una propuesta-comunicado acerca de la Ley 34/2006, de Acceso a la Abogacía, dirigido al Ministerio de Justicia, esencial para las modificaciones que fueron realizadas con posterioridad. -
El III Congreso Nacional de Estudiantes de Derecho se desarrolló en la Universidad de Alicante, en octubre de 2012. Tras su consolidación, comenzó la colaboración del CONEDE con otras sectoriales y la participación en diversas instituciones de mayor entidad (como el Foro Intersectorial de Representantes Universitarios o trabajos conjuntamente con el Consejo de Estudiantes Universitarios del Estado-CEUNE).
El IV Congreso Nacional se celebró en la Universidad de Salamanca, mientras que el V Congreso Nacional de Estudiantes de Derecho se desarrolló en Santander, Universidad de Cantabria, en octubre de 2013.
El VI Congreso Nacional de Estudiantes de Derecho tuvo lugar en Valladolid, en marzo de 2014. El VII  fue celebrado en octubre de 2014 en la Universidad Miguel Hernández de Elche.
En marzo de 2015, se celebró el VIII Congreso Nacional de Estudiantes de Derecho en la Universidad de Castilla-La Mancha (Campus Toledo) y en octubre de ese mismo año tuvo lugar el IX Congreso en la Universidad Hispalense (Sevilla). 
En el año 2016 se realizaron el X Congreso en la Universidad de Las Palmas de Gran Canaria; y el XI Congreso, organizado por el Colegio Universitario de Estudios Financieros (CUNEF), en Madrid; mientras que el XII Congreso se celebró en la Universidad de Alicante en marzo de 2017. 
El XIII Congreso, desarrollado en octubre de 2017 en la Universidad de Cantabria, procedió a la elección de una nueva Junta Directiva. El XIV CONEDE  tuvo lugar en la Universidad de Salamanca en marzo de 2018, al que siguió el XV CONEDE celebrado en la Universidad de Murcia en octubre de 2018, y el XVI CONEDE en el ISDE Law School, de Madrid, en febrero de 2019. Por último, los dos Congresos más recientes se han celebrado en octubre de 2019 en la Universidad de La Coruña (XVII CONEDE) donde se procedió a la renovación de Junta Directiva, y el XVIII CONEDE en la Universidad de Castilla-La Mancha (Ciudad Real) en marzo de 2020. El próximo Congreso (XIX) tendrá lugar, nuevamente, en la Universidad de Alicante en octubre de 2020. 
El XIII Congreso Nacional de Estudiantes de Derecho (CONEDE) se celebró en octubre de 2017 en la Universidad de Cantabria, donde se eligió una nueva Junta Directiva. El XIV CONEDE tuvo lugar en marzo de 2018 en la Universidad de Salamanca, seguido del XV CONEDE en octubre de 2018 en la Universidad de Murcia. El XVI CONEDE se llevó a cabo en febrero de 2019 en el ISDE Law School de Madrid. Posteriormente, el XVII CONEDE se realizó en octubre de 2019 en la Universidad de La Coruña, con una renovación de la Junta Directiva, y el XVIII CONEDE en marzo de 2020 en la Universidad de Castilla-La Mancha, campus de Ciudad Real.
Debido a la pandemia de COVID-19, el XIX CONEDE, programado para octubre de 2020 en la Universidad de Alicante, fue pospuesto, llevándose a cabo en formato virtual. Las actividades presenciales se retomaron con el XX CONEDE en marzo de 2021, celebrado de manera presencial. El XXI CONEDE tuvo lugar en octubre de 2021 en el Centro de Estudios Garrigues. En marzo de 2022, la Universidad de Salamanca acogió el XXII CONEDE, seguido del XXIII CONEDE en octubre de 2022 en la Universidad de Sevilla. El XXIV CONEDE se llevó a cabo en marzo de 2023 en la Universidad CEU San Pablo de Madrid, y el XXV CONEDE en octubre de 2023 en la Universidad de Huelva. Más recientemente, el XXVI CONEDE se celebró en marzo de 2024 en la Universidad de Vigo, y el XXVII CONEDE en noviembre de 2024 en la Universidad de Salamanca, donde se eligió a la Junta Directiva actual. El próximo XXVIII CONEDE está programado para marzo de 2025 en ESADE - Universidad Ramón Llull, en Barcelona.

## Objetivos
Artículo 6.- Los fines del CONEDE son:
- Unir al mayor número de legítimos representantes de estudiantes, pertenecientes a la Titulación de Derecho, de todo el ámbito estatal.
- Promover una colaboración permanente y un constante intercambio de información útil entre los miembros sobre: Representación estudiantil, estado general de la titulación de Derecho, cursos, postgrados, prácticas y otras actividades, como la Legislación que afecte al mundo del estudio de la ciencia del Derecho.
- Debatir y contrastar opiniones acerca de cualquier tema que pueda afectar a los estudiantes en general, y a los de la titulación de Derecho en particular.
- Velar por los intereses de los estudiantes de la titulación de Derecho, tanto en lo que se refiere a la condición de estudiante como a la de profesional en formación.
- Fomentar el tradicional y verdadero espíritu de VNIVERSITAS.
- Orientar a los miembros sobre las posibles salidas profesionales de la Titulación de Derecho, al igual que contribuir a su formación jurídica ampliando sus conocimientos en formación académica especializada.
- Fomentar las relaciones ínter-universitarias, el compañerismo y la colaboración entre las personas y Universidades.[3]
- Fomentar la colaboración con ONG’s y demás Organizaciones sin ánimo de lucro.

## Actividades
Convocatoria de Asambleas ordinarias de forma periódica (meses de octubre y marzo, generalmente) y extraordinarias cuando fuera necesario.
Organización de Congresos, a los que podrán asistir tanto los miembros, a través de las personas que legítimamente los representen, como otros representantes de estudiantes invitados por el CONEDE. Para las ponencias de estos Congresos se cursará invitación a profesionales y personalidades de interés en el ámbito jurídico, político y académico.
Reuniones del CONEDE con otras entidades, tales como organismos públicos, asociaciones, empresas, órganos universitarios, colegios profesionales, personalidades y entes del ámbito jurídico, así como otras análogas.
Publicación mediante todos los medios al alcance y disposición de la asociación de los acuerdos adoptados por sus miembros, por la Asamblea o por su Junta Directiva. Publicación de notas de prensa y comunicación de dichos acuerdos a los poderes y organismos públicos, así como a todos los miembros, Universidades, empresas y demás personas físicas y jurídicas que pudieran tener relación con la Asociación.
La comunicación y difusión por correo electrónico y los demás medios telemáticos y redes sociales de las actividades y los avances realizados por el CONEDE.

## Organización
```
  • 
Artículo 17.-
Junta Directiva. Composición del órgano de representación:
```

```
    - 1. La Asociación será dirigida, administrada y representada por el órgano de representación, denominado
Junta  Directiva.  Estará formada por el Presidente,  Vicepresidente, Secretario General, Tesorero,
Responsable de Comunicación; y el número de vocales impares que fije la Asamblea General, que en ningún
caso será superior a cinco. La Junta Directiva es el máximo órgano de gobierno entre Asambleas
```

```
    - 2. La elección de los miembros del órgano de representación se realizara mediante sufragio libre
y secreto de los miembros de la Asamblea General, bajo el principio de "una Universidad - un voto".
```

Además de la Junta Directiva, el CONEDE cuenta con Coordinadores de Zona, cuyo fin es la comunicación efectiva entre el Consejo y las 64 Universidades que imparten Titulaciones de Derecho en España.

## Miembros de Honor
La Asamblea General puede nombrar Miembros de Honor a propuesta de la Junta Directiva o de un tercio de la Asamblea General. Según el art. 8, podrá ser nombrado “Miembro de Honor del CONEDE” cualquier persona física, jurídica, empresa, Organismo Público o Universidad extranjera, siempre que haya desempeñado un trabajo, función o actividad que hubiera procurado un beneficio al CONEDE. En caso de obtener la mayoría de los votos, se producirá el nombramiento y entrega del distintivo como Miembro de Honor que será realizado por el Presidente en el siguiente Pleno.
```
  • Miembros de Honor del 
CONEDE
:
    - 
Gabriel Martín Rodríguez
 (
UC3M
), Presidente-Fundador del 
CONEDE
 y Presidente de Honor desde el 27 de octubre de 2012.
    - 
Alejandro Soto Carbajal
 (
UC3M
), Presidente del 
CONEDE
 2012-2016.
```